# Szvoboda
Szvoboda (ukránul: Свобода) falu Ukrajnában, Kárpátalján, a Huszti járásban.

## Fekvése
Ökörmezőtől északkeletre fekvő település.

## Nevének eredete
A Szloboda helységnév ruszin víznévi eredetű, a falu a Szloboda-patak mellett létesült, és róla kapta a nevét is (1864: Слобода потокъ). A víznév alapja a ruszin слобода ’gyarmat, telep’ főnév (Чопей 365). A hivatalos ukrán Свобода név a cseh korszakban használt Svoboda átvétele, jelentése ’Szabadság’ (СУМ. 9: 98-9).

## Története
Nevét Pesty Frigyes már 1864-ben említette Szloboda néven. Későbbi névváltozatai: 1898-ban Sloboda, 1902-ben Szloboda, 1925-ben Svoboda (ComMarmUg. 130–1), 1944-ben Szvoboda, Свобода (hnt.), 1983-ban Свобода (Zo).
A település Szinevérpolyána külterületi lakott helye volt, 2020-ig közigazgatásilag is hozzá tartozott.